# En mesalliance
En mesalliance (originaltitel Inge Larsen) er en tysk stumfilm fra 1923 af Hans Steinhoff.

## Medvirkende
- Henny Porten som Inge Larsen
- Paul Otto som Baron Kerr
- Ressel Orla som Evelyne
- Vasilij Vronski som Kerrs Diener
- Paul Hansen som Jan Olsen
- Hans Albers
- Ludwig Rex
- Leopold von Ledebur